# Вогел, Пол
Пол Вогел (англ. Paul Vogel; 22 августа 1899, Нью-Йорк, Нью-Йорк — 24 ноября 1975, Лос-Анджелес, Калифорния) — американский кинооператор. Лауреат премии «Оскар» за лучшую операторскую работу в фильме «Поле битвы».

## Биография
Родился 22 августа 1899 года в Нью-Йорке, США. В качестве кинооператора дебютировал на съёмках фильма 1927 года «Поттеры». Известен по фильмам «Леди в озере» режиссёра Роберта Монтгомери, «Поле битвы» Уильяма Уэллмана, «Крылья орлов» Джона Форда, «Машина времени» Джорджа Пала и «Возвращение семёрки» Берта Кеннеди. Состоял в Американском обществе кинооператоров.
Умер 24 ноября 1975 года в Лос-Анджелесе, США.

## Избранная фильмография
- 1947 — Леди в озере / Lady in the Lake (реж. Роберт Монтгомери)
- 1947 — Высокая стена / High Wall (реж. Кёртис Бернхардт)
- 1949 — Место преступления / Scene of the Crime (реж. Рой Роуленд)
- 1949 — Поле битвы / Battleground (реж. Уильям Уэллман)
- 1950 — Чёрная рука / Black Hand (реж. Ричард Торп)
- 1950 — Леди без паспорта / A Lady Without Passport (реж. Джозеф Х. Льюис)
- 1950 — Наберите 1119 / Dial 1119 (реж. Джеральд Майер)
- 1950 — Измена / The Sellout (реж. Джеральд Майер)
- 1953 — Девушка, у которой было всё / The girl who had everything (реж. Ричард Торп)
- 1956 — Высшее общество / High Society (реж. Чарльз Уолтерс)
- 1957 — Крылья орлов / The Wings Of Eagles (реж. Джон Форд)
- 1960 — Машина времени / The Time Machine (реж. Джордж Пал)
- 1966 — Возвращение семёрки / Return Of The Seven (реж. Берт Кеннеди)

## Награды и номинации
- Премия «Оскар» за лучшую операторскую работу
  - Лауреат 1950 года за фильм «Поле битвы»[2]
  - Номинировался в 1963 году за фильм «Чудесный мир братьев Гримм[англ.]»[3]